# Sinagoga Beth Israel (México)
La sinagoga Beth Israel es la primera sinagoga del movimiento conservador judío o Masortí, formalmente establecida en México y en América Latina. Fundada desde 1954, por judíos originarios de los Estados Unidos y es también la única de habla inglesa al sur de los Estados Unidos. Es la sede de la Comunidad Beth Israel
La sinagoga Beth Israel trata de dar cobertura a los judíos de habla inglesa que se encuentran de visita o radican en la Ciudad de México. Está afiliada a la "Union of Conservative Synagogues" y a las "Rabbinical Assembly", cuenta con servicios religiosos en Shabat y las principales fiestas religiosas, ofrece clases de judaísmo y de preparación para Bar y Bat Mitzvot y cuenta con una mikve. Tiene además un salón de fiestas donde pueden celebrarse bodas, bnei mitzvot y otras festividades.
La sinagoga Beth Israel, es una sinagoga que se rige con los principios del movimiento Masortí o conservador que intenta un enfoque moderno y abierto del judaísmo, capaz de dar respuesta a los problemas actuales, pero siempre de acuerdo con los principios de judaísmo y sus leyes.
Los principios del Judaísmo Conservador incluyen:
- Una aceptación tanto de los métodos tradicionales rabínicos como de los académicos y críticos en lo que al estudio de los textos religiosos del judaísmo se refiere.
- La "dedicación a la Halajá... [como una] guía para nuestras vidas".
- Una enseñanza no fundamentalista de los principios de la fe judaica.
- Una actitud positiva hacia la cultura moderna.